# Zdeněk Kolářský (houslista)
Prof. Zdeněk Kolářský (24. září 1898 Příbram - 24. prosince 1989 Praha[zdroj?]) byl český houslista a houslový pedagog.

## Život

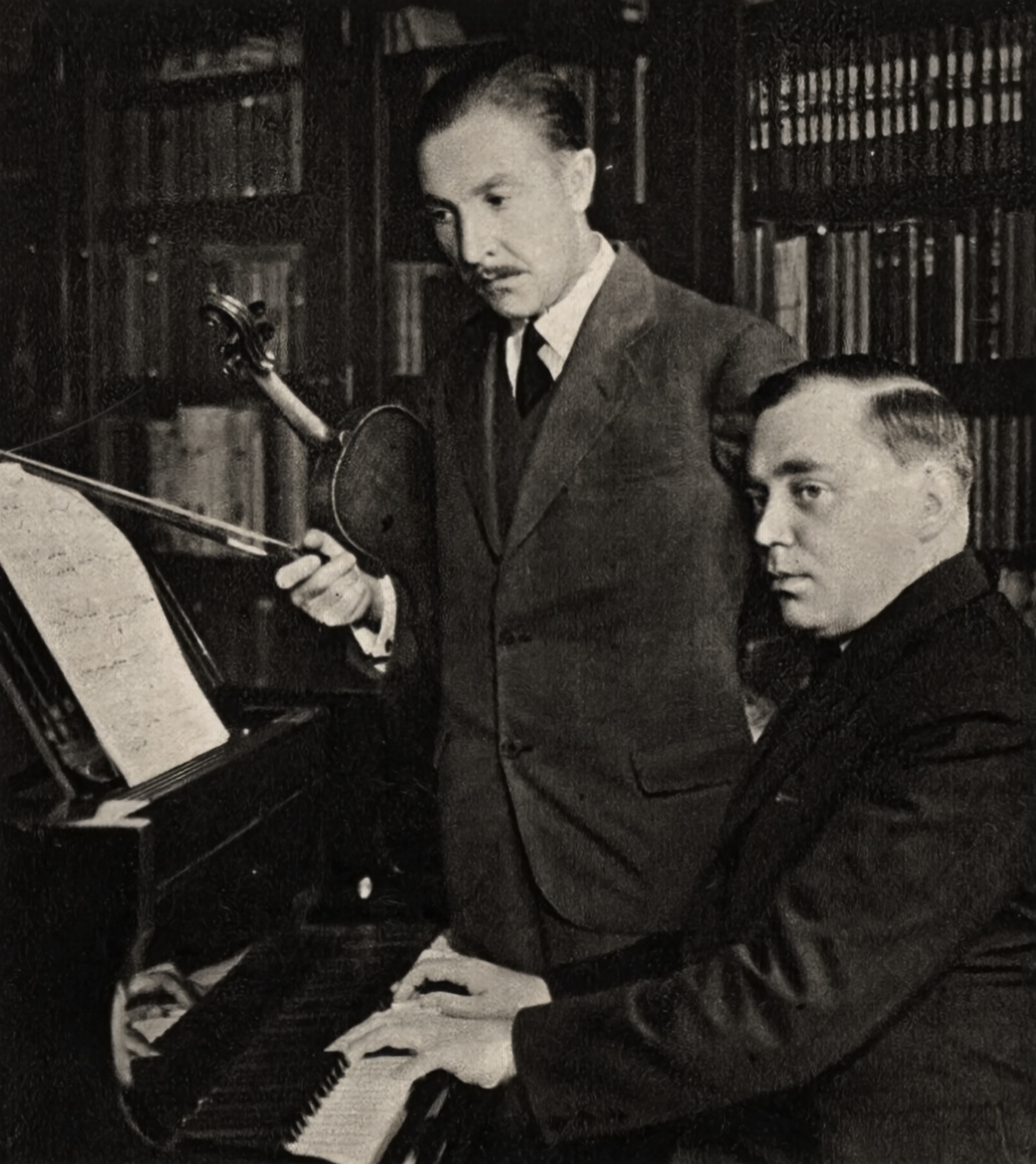
„Komorní duo: Zdeněk Kolářský a Vladimír Polívka dobývají ve svých koncertech pozoruhodných úspěchů pečlivou a slohově čistou reprodukcí komorních skladeb.“ – Pestrý týden, 21.10.1933

Po maturitě na gymnáziu v Hradci Králové roku 1919 studoval filosofii na Karlově univerzitě a zároveň hru na housle u J. Mařáka a v letech 1924-1927 na mistrovské škole pražské konzervatoře u Jaroslava Kociana. Byl členem Šachovy filharmonie a členem České filharmonie a profesorem houslové hry na pražské konzervatoři. Velmi úspěšnou činnost rozvinul v komorním duu s Vladimírem Polívkou, s nímž koncertoval v letech 1930-48 po ČSR a měl v repertoáru na 70 skladeb. Jako pedagog vychoval J. Šumpíka, J. Srpa, Tomáška a mnoho dalších.[zdroj?]